# Стратегическая коммуникация
Стратегическая коммуникация  (англ. strategic communication) — комплекс мер, реализуемых Министерством обороны и другими компетентными государственными органами Соединенных Штатов Америки с целью диалогового информационного воздействия на зарубежные аудитории. 
Понятие «стратегическая коммуникация» более детально описывается в официальных документах оборонного ведомства США. В соответствии с ними под данным термином понимаются целенаправленные действия органов государственной власти Соединенных Штатов Америки в сфере изучения и вовлечения основных аудиторий для создания, усиления и обеспечения условий, благоприятных для развития американских государственных интересов, политики и целей с помощью осуществления программ и планов, а также продвижения идей и материальных ценностей с применением инструментов национальной силы.
Основное отличие от традиционной односторонней формы воздействия на аудиторию, которая используется в рамках публичной дипломатии, заключается в том, что новый вариант работы с информацией и донесения ее до ключевой аудитории предполагает диалоговый характер, то есть двусторонний обмен.

## Возникновение понятия
Использование информации с целью воздействия на ход конфликта стало одним из ключевых направлений для Министерства обороны США в начале XXI века. Военные эксперты понимали, что при грамотной работе с интернетом, СМИ и другими источниками информации возможно одержать победу практически в любом силовом противостоянии.
В условиях, когда происходит перераспределение международного баланса сил, и возникает угроза терроризма, в США разрабатывается новый подход к определению роли массовых коммуникаций во внешней политике. Свое конкретное воплощение данный подход получил в концепции «стратегической коммуникации».
Впервые термин был озвучен в военных кругах в начале 2000-х, однако в официальных документах стал упоминаться лишь с 2006 года. Вскоре в среде американского экспертного сообщества концепция «стратегической коммуникации» стала доминировать над идеями о мягкой «силе» Дж. Ная, заменив прежнюю стратегию вовлечения и партнерства в рамках публичной дипломатии на диалоговую пропаганду.

## Стратегическая коммуникация при президенте Бараке Обаме
Идеи экспертов в сфере «стратегических коммуникаций» быстро нашли свое применение в деятельности администрации Барака Обамы. В Белом доме были расширены отделы, которые занимаются информационными проектами.
Администрация президента стала играть значимую роль в тех областях, которые традиционно относились к сфере ответственности отделов в Пентагоне и Госдепартаменте. В Совете национальной безопасности была создана новая должность – заместитель советника по стратегической коммуникации. В обязанности данного сотрудника входила координация деятельности отделов по публичной дипломатии, находящихся в Госдепартаменте, Пентагоне, Белом доме, Агентстве международного развития, ЦРУ и в других ведомствах правительства США.
В настоящее время Центр стратегических антитеррористических коммуникаций, при прямой поддержке со стороны президента Б. Обамы, занял место основного подразделения, работающего по приоритетному направлению внешней политики страны – диалоговому информационному воздействию.

## Основные задачи концепции стратегической коммуникации
В число непосредственных задач, стоящих перед Министерством обороны и другими компетентными органами США в рамках стратегической коммуникаций, входят:
- повышение доверия к США в целом, а также легитимности их действий за рубежом;
- ослабление доверия к противнику и легитимности его действий;
- побуждение ключевой аудитории к выполнению конкретных действия в поддержку целей США или международного сообщества;
- склонение конкурента или противника совершить или воздержаться от конкретных действий.[4]

## Проблемы и критика стратегической коммуникации
Многие американские военные эксперты выделяют в качестве серьезной проблемы, замедляющей развитие и внедрение концепции стратегической коммуникации - неумение работать с новыми каналами коммуникации, например, электронными средствами массовой информации. К слову, до этого специалисты неоднократно отмечали, что причиной снижения доверия к США со стороны союзников и уважения противников к ним является недостаточно ясно обозначенная национальная стратегия США, а также несерьезное отношение правительства и государственных ведомств к новым медиа.
Обозреватели также с тревогой отмечают, что пока органы государственной власти США озадачены изучением того, как правильно работать с каналами стратегических коммуникаций, террористические организации уже научились их использовать и активно применяют в своей деятельности.

Однако не только в экспертном сообществе дискутируют по поводу новой концепции в сфере внешней политики Соединенных Штатов Америки. В 2009 году в военном журнале «Joint Force Quarterly» была опубликована статья «Strategic Communication: Getting Back to Basics» адмирала Майкла Маллена, занимавшего в то время пост председателя Объединенного комитета начальников штабов США. Он стал первым высокопоставленным чиновником, который официально высказался с недоверием к концепции стратегической коммуникации. В частности, адмирал подверг жесткой критике усилия администрации Барака Обамы в Афганистане по борьбе с Талибаном и Аль-Каидой, отмечая серьезное несоответствие между обещанными ранее выгодами от применения концепции и теми реальными результатами, которые Вашингтон смог добиться в тот период. Данная статья была напечатана и в других американских и зарубежных изданиях, в том числе в журнале «Foreign Policy».